# 弗里德曼冰原島峰
70°55′S 65°30′W / 70.917°S 65.500°W
弗里德曼冰原島峰（英語：Friedmann Nunataks），是南極洲的冰原島峰，位於帕爾默地，處於布拉多克冰原島峰東南面11公里，美國地質調查局在1974年繪入地圖，現時由南極條約體系管理。